# Crisis convulsivas tónico-clónicas
Las crisis convulsivas tónico-clónicas (antes denominadas grand mal) son un tipo de crisis generalizadas que afectan todo el cerebro. Las crisis convulsivas tónico-clónicas son el tipo de convulsión más frecuentemente asociadas a epilepsia y con las convulsiones en general, aunque existe la concepción errada de que son el único tipo.
Las crisis convulsivas tónico-clónicas son inducidas de forma deliberada en la terapia electroconvulsiva.

## Fisiopatología
La gran mayoría de las crisis generalizadas son idiopáticas. Sin embargo, algunas crisis generalizadas tienen su inicio como crisis más pequeñas, como las crisis parciales simples o las crisis parciales complejas que posteriormente se extienden a ambos hemisferios cerebrales, en un fenómeno llamado generalización secundaria. Algunos factores etiológicos son: desbalances químicos, de neurotransmisores, y un umbral convulsivo determinado genéticamente. Este umbral puede ser alterado por fatiga, desnutrición, deprivación de sueño o descanso, hipertensión arterial, estrés, diabetes, la presencia de luces estroboscópicas, movimientos rápidos, desbalances de la glucemia, ansiedad y uso de antihistamínicos, entre otros.
La epilepsia sintomática suele documentarse con RNM u otro tipo de neuroimagen diagnóstica, en la que suele existir un cierto grado de daño neuronal difuso. Estas lesiones (tejido cicatrizado) causadas por la pérdida de neuronas pueden producir la sincronización episódica de despolarización de grupos de neuronas, iniciando una crisis convulsiva.

## Fases
Las crisis convulsivas se dividen en dos fases, la tónica y la clónica, de donde deriva su nombre. Son frecuentemente precedidas por un aura.
Aura
El aura ocurre porque las crisis convulsivas tónico-clónicas generalmente se inician en una región aislada del cerebro, conocida como el foco convulsivo. Se extienden de manera gradual a todo el cerebro, lo que produce la pérdida de la consciencia y alcanza las fases tónica y clónica de la convulsión. El aura de una crisis convulsiva es una crisis parcial simple que aún no se ha desarrollado a una generalización secundaria. Sus síntomas pueden incluir:
- Sensaciones súbitas e inexplicables de miedo, ira, tristeza o felicidad
- Náuseas
- Sensación de movimiento o caída
- Experiencia de sensaciones o sentimientos inusuales
- Alteración de los sentidos del oído, olfato, gusto, visión o tacto (alucinaciones sensoriales)
- Sensación de que el ambiente no es real (desrealización) o de desprendimiento del ambiente (despersonalización)
- Sensación de distorsión espacial (objetos cercanos se perciben como lejanos, micropsia o macropsia)
- Déjà vu (falsa sensación de familiaridad) o jamais vu (falsa sensación de infamiliaridad)
- Dificultad o inhabilidad para el lenguaje hablado

En ocasiones la persona puede perder el estado de conciencia mientras continúa teniendo actividades motoras automáticas. Puede hacer movimientos extraños o repetitivos (como agarrar su ropa o chasquear los labios) hacia el final del aura. Esto indica que la crisis parcial simple ha evolucionado a una crisis parcial compleja. Sin embargo, aún no ha alcanzado la generalización secundaria suficiente para iniciar una crisis convulsiva tónico-clónica.
Un aura puede durar desde unos pocos minutos hasta varias horas, aunque algunos pacientes con epilepsia nunca las experimentan.
Fase tónica
En esta fase la persona rápidamente pierde la consciencia. Los músculos esqueléticos se contraen súbitamente, lo que causa movimientos bruscos de las extremidades que pueden causar su caída. Generalmente es la fase más corta de la convulsión, con una duración de algunos segundos. La persona puede hacer vocalizaciones cortas, como gemidos fuerte o gritos por la expulsión forzada del aire de los pulmones.
Fase clónica
Los músculos de la persona empiezan a contraerse y relajarse rápidamente, lo que causa la convulsión. Estas pueden variar desde pequeñas contracciones articulares hasta violentas sacudidas o vibraciones de las extremidades. La persona puede enrollarse en posición fetal y luego extenderse mientras la convulsión se generaliza. Los ojos generalmente se mueven hacia arriba o se cierran y la lengua frecuentemente sufre laceraciones o abrasiones por la contracción sostenida de la mandíbula. Los labios y las extremidades pueden tornarse azulados (cianosis) y en algunos casos puede haber incontinencia urinaria.
El estado postictal o Parálisis de Todd ocurre invariablemente por fatiga física y neurológica tras una crisis convulsiva tónico-clónica. Generalmente hay confusión y amnesia del episodio una vez recuperada la consciencia. Gradualmente desaparecen al tiempo que la persona se da cuenta de que tuvo una crisis.